# マルロン・アジョビ
マルロン・アジョビ（Marlon Riter Ayoví Mosquera、1971年9月27日 - ）は、エクアドルの元サッカー選手。元エクアドル代表。ポジションはミッドフィールダー。

## 経歴
1998年10月に親善試合でエクアドル代表デビュー。2002 FIFAワールドカップ・南米予選にも出場、エクアドル史上初となるFIFAワールドカップ出場権を獲得した。2002 FIFAワールドカップではグループステージ全3試合に出場した。2006 FIFAワールドカップ・南米予選では16試合に出場、2大会連続のワールドカップ出場権を獲得した。エクアドル代表で10年にわたってプレー、通算76試合に出場、5得点をあげた。

## 代表歴

### 出場大会
- エクアドル代表
  - 2002 FIFAワールドカップ
  - 2006 FIFAワールドカップ

### 試合数
- 国際Aマッチ 76試合 5得点（1998年-2007年）[1]

| エクアドル代表 | 国際Aマッチ | 国際Aマッチ |
| 年             | 出場        | 得点        |
| -------------- | ----------- | ----------- |
| 1998           | 1           | 0           |
| 1999           | 9           | 0           |
| 2000           | 11          | 0           |
| 2001           | 3           | 0           |
| 2002           | 9           | 0           |
| 2003           | 9           | 0           |
| 2004           | 14          | 2           |
| 2005           | 14          | 3           |
| 2006           | 5           | 0           |
| 2007           | 1           | 0           |
| 通算           | 76          | 5           |